# Elecciones generales de Bolivia de 1908
Las elecciones generales de Bolivia de 1908 se llevaron a cabo en todo el país el día domingo 2 de mayo de 1908, con el objetivo de elegir al futuro Presidente de Bolivia para el periodo constitucional 1908-1912. Alrededor 43 009 personas acudieron a las urnas para depositar su voto con el sistema electoral de voto calificado. Solamente se presentó un candidato Fernando Eloy Guachalla en representación del Partido Liberal.
Ganó estos comicios con más del 70 % de la votación total, logrando obtener el apoyo de 30 412 votos, siendo de esta manera declarado como el nuevo presidente electo democráticamente, pero Guachalla nunca pudo asumir la Presidencia de Bolivia, pues lamentablemente falleció el 26 de julio de 1908 víctima de una enfermedad (bronconeumonía), días antes de su posesión que tenía que realizarse el 14 de agosto de ese mismo año.